# Moskosel
Moskosel (umesamisch Måskuosuvvane) ist ein Ort (Småort) in der schwedischen Provinz Norrbottens län und der historischen Provinz Lappland. Der Ort gehört zur Gemeinde Arvidsjaur und wird von der Europastraße 45 durchquert. Er liegt etwa 45 Kilometer nördlich des Hauptortes der Gemeinde, Arvidsjaur.
Moskosel verlor seit 1960 mit 656 Einwohnern über zwei Drittel seiner Bevölkerung. 2015 sank die Einwohnerzahl unter 200, sodass der Ort den Status eines Tätort verlor. Seitdem wird Moskosel nur noch als Småort vom SCB gelistet. Auch 2020 sank die Einwohnerzahl weiter, so dass nur noch 163 Personen gezählt wurden.
In Moskosel befindet sich ein Bahnhof der Inlandsbahn. Eine schwedische Besonderheit ist, dass dieser – als letzter im Besitz des schwedischen Staates – mit Formsignalen ausgestattet ist. Im Bahnhofsgebäude ist ein kleines Museum eingerichtet. Das „Rallarmuseet“ zeigt die Geschichte der Eisenbahnarbeiter. Dazu gehört auch das Unglück am Abmoälven zwölf Kilometer nördlich von Moskosel, als am 27. Juni 1935 noch vor der Eröffnung der Bahnstrecke ein Arbeitszug in eine Gruppe scheuender Pferde fuhr und acht Menschen starben.
Bedeutendster Arbeitgeber ist der Zelthersteller Tentipi AB. Eine Sehenswürdigkeit in der Umgebung sind die 15 km nördlich des Ortes gelegenen Stromschnellen Trollforsen im Fluss Piteälven.

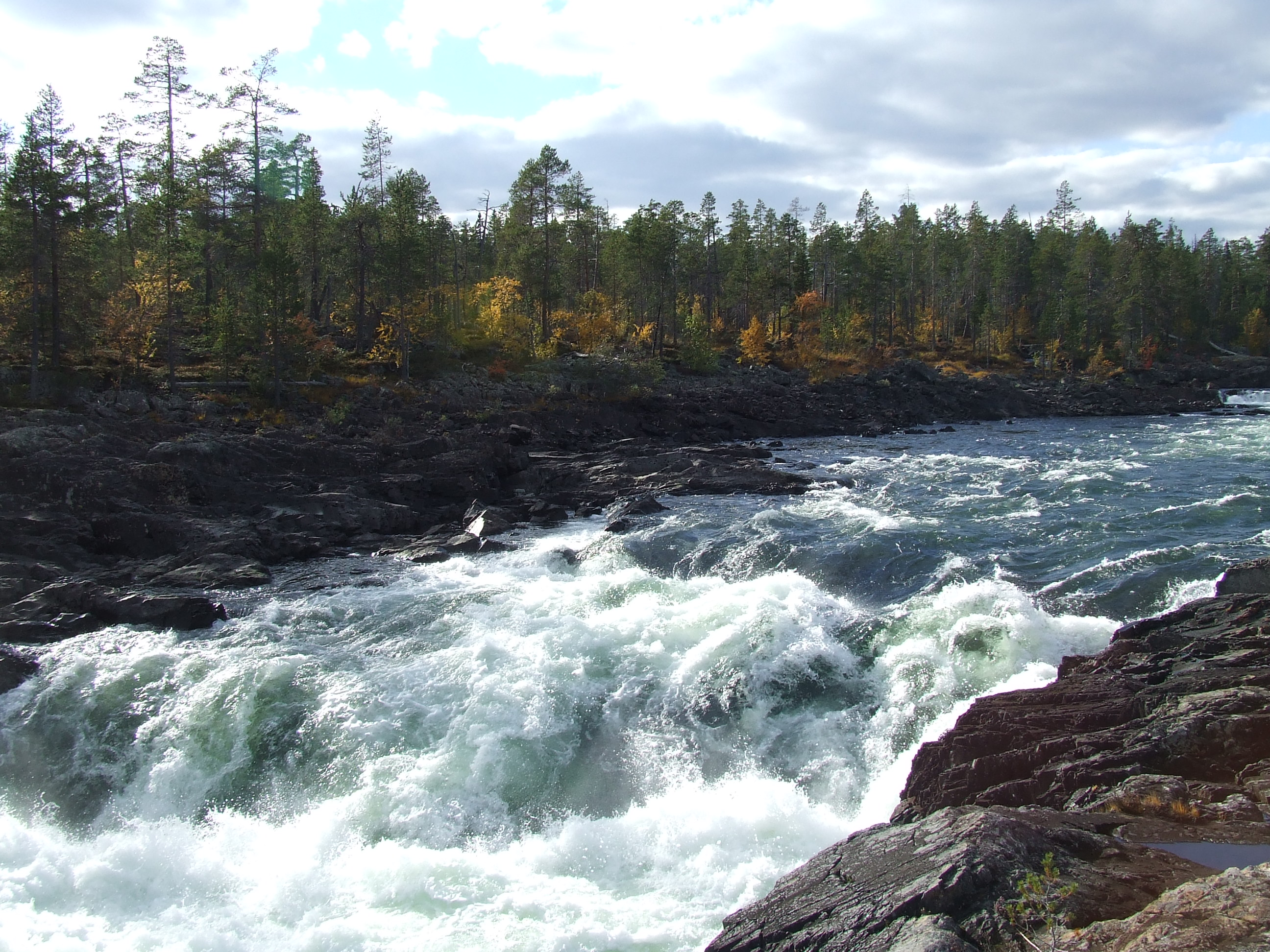
Trollforsen
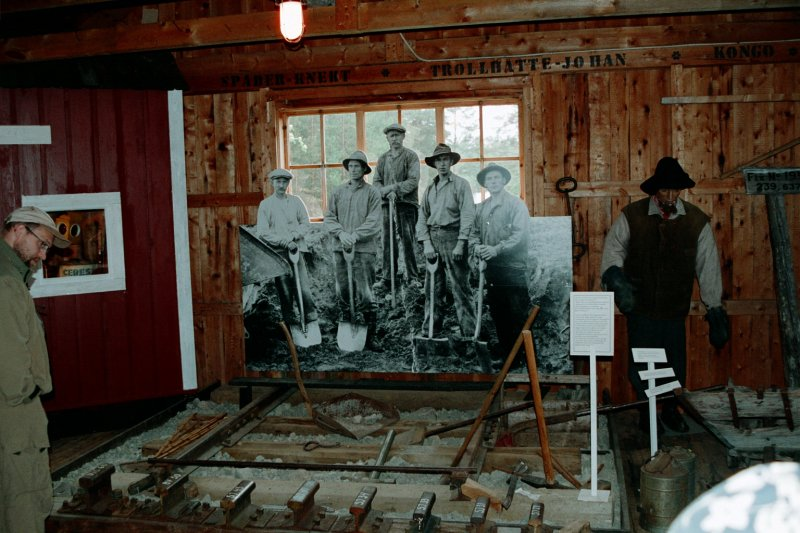
Eisenbahnmuseum Moskosel
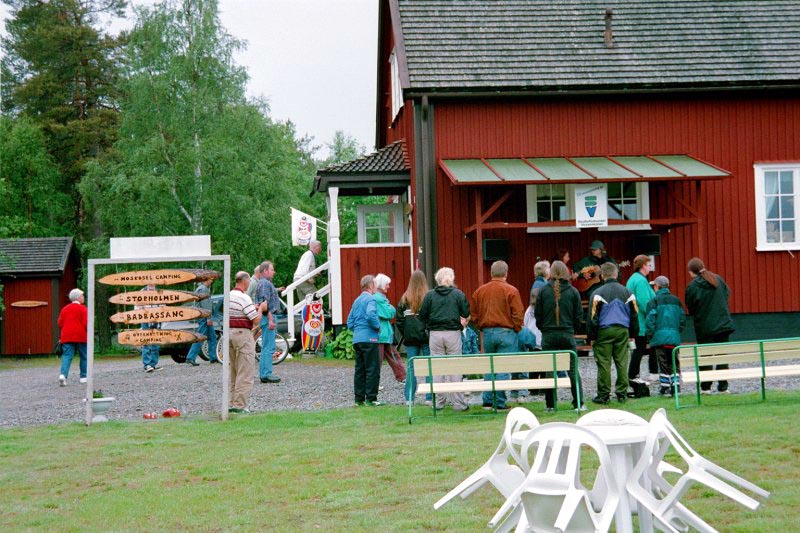
An der Inlandsbahn
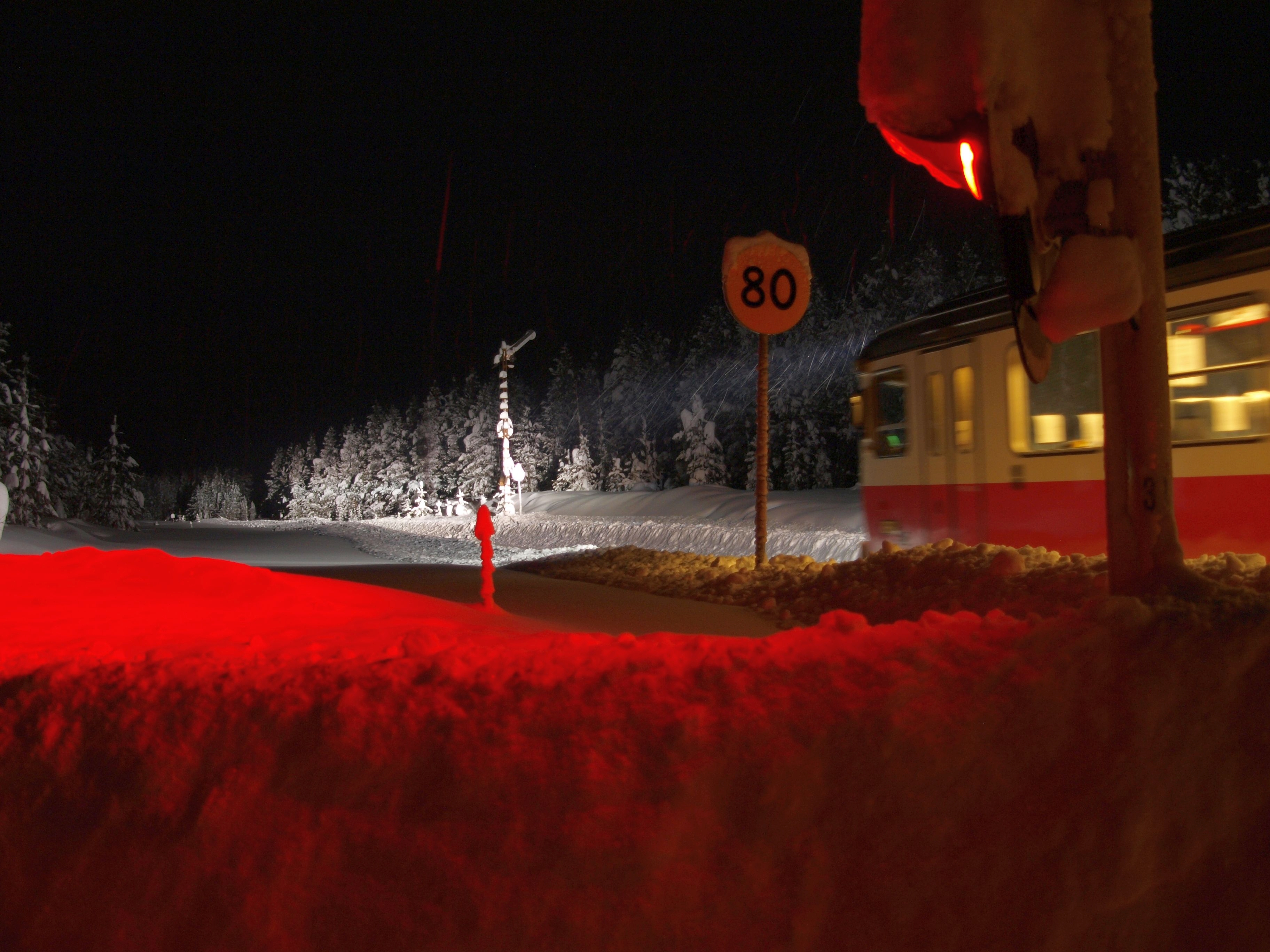
Formsignal „Mos A“